# You’ll Never Walk Alone
A You’ll Never Walk Alone (rövidítve: YNWA) többek között a nagy múltú angol labdarúgóklub, a Liverpool FC indulója. A vörösök szurkolói éneklik kedvenceik meccsei közben, a világ bármely pontjára elkísérve őket, így támogatják a csapatot.

## A dal története
A „You'll Never Walk Alone” Richard Rodgers és Oscar Hammerstein Carousel című, 1945-ben írt musicaljében hangzik el, mely Molnár Ferenc Liliom című művének átdolgozott, zenés változata. A szám a műben akkor hangzik el, amikor a terhes Juliet férje, Billy meghal és ezzel a számmal próbálnak erőt adni, vigaszt nyújtani neki. A zene a mű végén is felcsendül, amikor Louise, a lányuk az egyetemet elvégzi. Ennek hatására az USA-ban a végzős egyetemi osztályok búcsúztatásakor is felcsendül ez a melódia.
A szám a második világháború után azért vált igazán népszerűvé, mert a háborúban hozzátartozójukat, barátaikat elvesztett emberek érzéseit fejezte ki és némi vigaszt nyújtott nekik („sohasem maradsz magadra”).
A dalt rengeteg híresség énekelte el, többek között Elvis Presley és Frank Sinatra. A Pink Floyd „Meddle” című albumán is felhangzik a Fearless tételben. A legújabb feldolgozása a Die Toten Hosen nevéhez fűződik. Ez a verzió több 'Pool mérkőzés előtt is hallható.
A dalt az 1960-as évek elején a népszerű liverpooli együttes, a Gerry & The Pacemakers is elénekelte – hatalmas sikerrel, hiszen 1963 októberében 4 héten keresztül vezette az Egyesült Királyság slágerlistáját. Ettől kezdve éneklik a Liverpool FC szurkolói minden meccs előtt, alatt és után ezt a slágert. A világon egyre több klub vette át himnuszaként a dalt, hiszen kifejezi azt az érzést, amivel a szurkoló kötődik a csapatához („sohasem mész egyedül”).
A klubok, melyeknek a YNWA a himnusza: Liverpool FC, Ipswich Town, Rapid Wien, Dinamo Zagreb, FC Twente, Feyenoord, Borussia Dortmund, St. Pauli, Mainz, Kaiserslautern, Aachen, AÉK Athén, FC Tokió, Celtic, Verona, Club Brugge, KFC Antwerpen, KV Mechelen, Fortuna Düsseldorf.

## Külső hivatkozások
- A szöveg angolul, szurkolói videóval
- A Celtic Glasgow és az FC Liverpool szurkolói együtt éneklik a számot, videó